# Лайно-Борго
Лайно-Борго, Лайно-Борґо (італ. Laino Borgo, сиц. Lainu) — муніципалітет в Італії, у регіоні Калабрія,  провінція Козенца.
Лайно-Борго розташоване на відстані близько 370 км на південний схід від Рима, 130 км на північний захід від Катандзаро, 80 км на північ від Козенци.
Населення — 1973 особи (2014).
Щорічний фестиваль відбувається martedi dopo Pentecoste. Покровитель — Spirito Santo.

## Демографія
Населення за роками:

Станом на 1 січня 2023 року в муніципалітеті офіційно проживали 34 іноземці з 8 країн, серед них 26 громадян країн Євросоюзу та 3 громадяни України.

## Сусідні муніципалітети
- Аєта
- Кастеллуччо-Інферьоре
- Кастеллуччо-Суперьоре
- Лайно-Кастелло
- Лаурія
- Ротонда
- Тортора
- Віджанелло